# متلازمة بوتز-جيغرز
متلازمة بوتز-جيغرز هي خلل وراثي جسمي سائد يتميز بنمو سلائل حميدة من نوع الأورام العابية في القناة الهضمية، وطاخات مفرطة التصبغ في الشفة، والغشاء المخاطي الفموي (تملن). يمكن تصنيف هذه المتلازمة كواحدة من متلازمات السلائل المعوية الوراثية المتنوعة وواحدة من متلازمات السلائل الورمية العابية المتنوعة. تبلغ نسبة حدوثها حوالي 1 لكل 25,000 لـ30,000 مولود.

## الأعراض والعلامات
تشمل المخاطر المرتبطة بهذه المتلازمة التوجه القوي لحدوث سرطان في عدة أجزاء في الجسم. ففي حين لا تملك السلائل الورمية العابية سوى فرصة ضئيلة للتحول إلى ورم خبيث (<3%)، يمتلك مرضى المتلازمة نسبة خطورة أعلى للإصابة بسرطانات البنكرياس، والكبد، والرئة، والثدي، والمبيض، والرحم، والخصية، وغيرها من الأعضاء. على وجه الخصوص، ترتبط المتلازمة بخطورة أكبر للإصابة بأورام معينة في المبيض.
يبلغ متوسط سن تشخيص المتلازمة لأول مرة 23 عام، ولكن يمكن اكتشاف المرض عند الولادة بواسطة طبيب الأطفال أو طبيب الأسرة. قبل البلوغ، قد توجد الإصابات الجلدية المخاطية في راحة اليد وباطن القدم. غالبا تكون الشكوى الأولى للمريض هي انسداد الأمعاء نتيجة انغلاف معوي وهو سبب شائع للوفاة.

## الفزيولوجيا المرضية

### الوراثة
في 1998، تم العثور على جين مرتبط بحدوث طفرة. الجين المسمى STK11 (LKB1) يوجد على كروموسوم 19 ومن المحتمل أن يكون جين كابت للورم. تتم توريث الطفرة الجينية بشكل جسمي سائد، ما يعني أن أي شخص مصاب بالمتلازمة لديه احتمالية تبلغ 50% لنقل المرض لنسله.
[بحاجة لمصدر]
متلازمة بوتز-جيغرز نادرة وتشمل دراساتها دائمًا عدد قليل من المرضى. حتى تلك الدراسات القليلة التي تضم عدد كبير من المرضى، تكون ضعيفة ومحدودة بسبب تجميع المرضى من مراكز متعددة، والتحيز في الاختيار (يتم اختيار المرضى الذين يعانون من أعراض فقط ويتلقون العلاج)، والتحيز التاريخي (المرضى ينتمون لحقبة زمنية قبل التطور في علاج المتلازمة). ونظرًا لتلك الأدلة المحدودة، تختلف خطورة الإصابة بالسرطان من دراسة لأخرى. في العموم، تم تقدير خطورة الإصابة بسرطان المبيض بنحو 18-21%، و9% لسرطان بطانة الرحم، و10% لسرطان عنق الرحم.

## التشخيص
المعايير الرئيسية للتشخيص السريري هي:
- التاريخ العائلي
- الإصابات الجلدية المخاطية التي تسبب بقع من فرط التصبغ في الفم وعلى اليدين والقدمين. تظهر التصبغات الفموية أولًا، وبالتالي تلعب دورًا هامًا في التشخيص المبكر. تلك الإصابات تُرى بشكل أكبر داخل الفم عادة على اللثة، والحنك الصلب، وداخل الوجنتين. عادة ما يكون الغشاء المخاطي للشفة السفلية مصابًا كذلك.
- السلائل الورمية العابية في القناة الهضمية. تلك السلائل حميدة مع احتمال ضئيل للغاية للتحول إلى أورام سرطانية.

يتم تشخيص المرض إذا توافرت في المريض 2 من الـ3 معايير السريرية. تتوافق الإصابات الفموية مع أمراض أخرى، مثل مرض أديسون، ومتلازمة ماكيون أولبرايت، ويجب إدراج تلك الأمراض في التشخيص التفريقي. 90-100% من المرضى الذين يتم تشخيصهم بمتلزمة بوتز-جيغرز لديهم طفرة في جين STK11 (LKB1).

## العلاج
استئصال السلائل مطلوب في حالات النزف الخطر أو حدوث انغلاف معوي فقط. يتم شق الأمعاء لإزالة العقيدات الكبيرة المفردة. يمكن استئصال أجزاء قصيرة من الأمعاء إذا كانت مصابة بشكل كبير. يمكن استخدام منظار القولون لكي السلائل إذا كان الوصول إليها ممكنًا.

## المآل

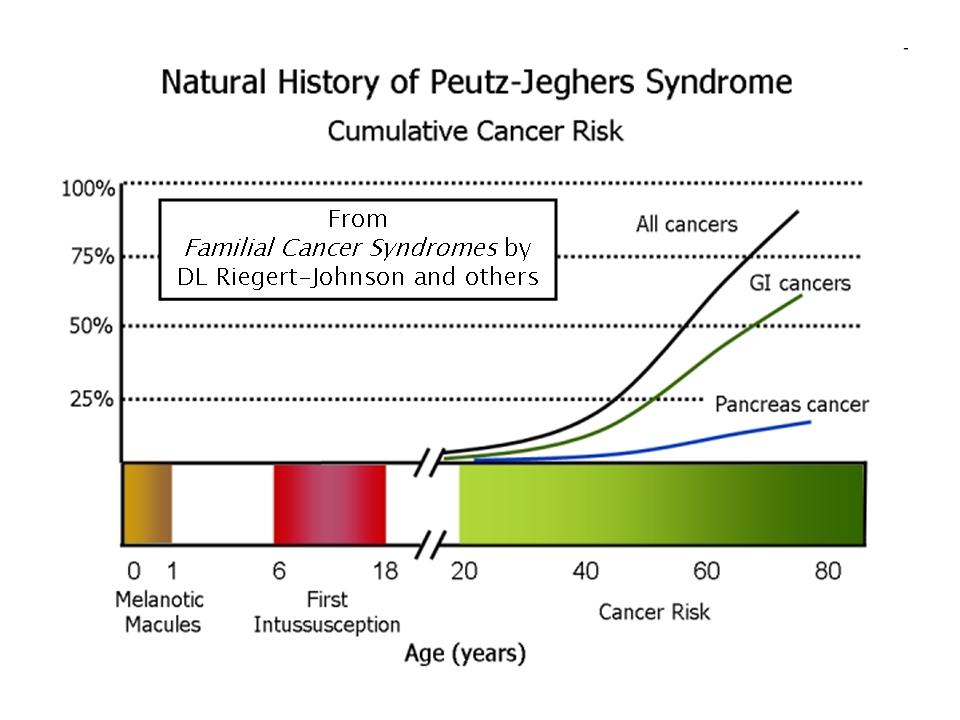
أغلب المرضى بمتلازمة بوتز-جيغرز يصابون ببعض الأورام قبل سن 60.

خلال السنة الأولى من عمرهم، يصاب أغلب المرضى ببقع مسطحة، بنية على الجلد، بالأخص الشفتين، وعلى الغشاء المخاطي الفموي، فيما يحدث انسداد الأمعاء لأول مرة بسبب الانغلاف المعوي بين سن 16 و18 سنة. الخطورة التراكمية للإصابة بالسرطان خلال عمر المريض تبدأ في الارتفاع في منتصف العمر. تصل الخطورة التراكمية بعمر الـ70 لكل السرطانات، وسرطانات الجهاز الهضمي، وسرطان البنكرياس لـ85%، و57%، و11% على الترتيب.
تتبعت دراسة هولندية عام 2011 133 مريض لمدة 14 عامًا. بلغت الخطورة التراكمية للإصابة بالسرطان 40% و76% بعمر 40 و70 عام على الترتيب. توفي 42 من المرضى (32%) خلال الدراسة، من بينهم 28 (67%) بسبب السرطان. كان متوسط عمر الوفاة بينهم 45. وكانت نسبة الوفاة مرتفعة مقارنة بعامة الشعب.

### المتابعة

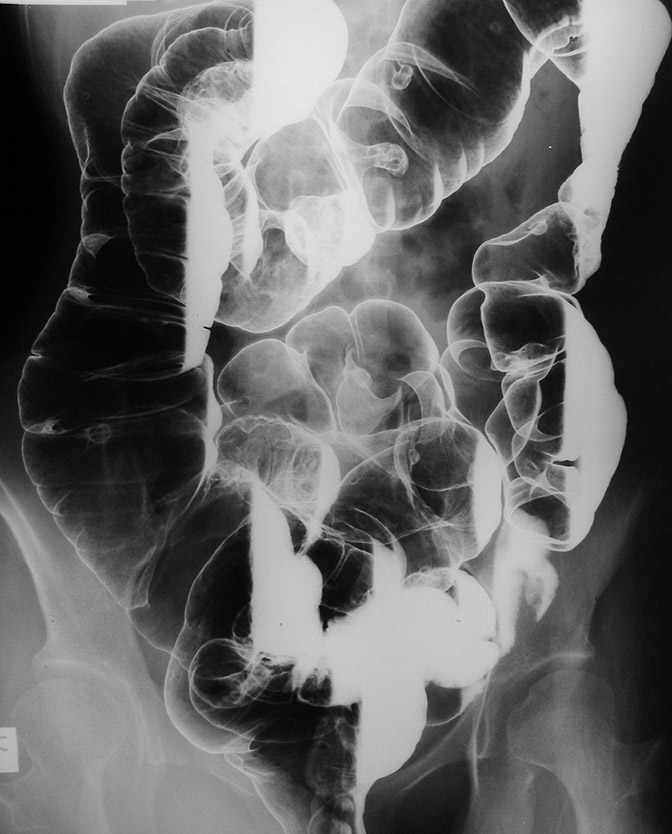
صورة لأشعة حقنة شرجية بالباريوم تُظهر العديد من السلائل مع كتلة كبيرة عند الثنية الكبدية في مريض بمتلازمة بوتز-جيغرز.

تشمل بعض الاقتراحات لمراقبة السرطان ما يلي:
- تصوير الأمعاء الدقيقة بالأشعة كل عامين،
- تنظير مريئي معدي معوي (للاثنا عشر) وتنظير القولون كل عامين،
- تصوير مقطعي أو تصوير بالرنين المغناطيسي للبنكرياس كل عام،
- أشعة تليفزيونية للحوض والخصيتين كل عام.[7]
- تصوير شعاعي للثدي من عمر 25 سنويًا.
- لطاخة بابانيكولاو سنويًا من عمر 18-20.

يجب أن يتم الإشراف على المتابعة بواسطة طبيب مطلع على المتلازمة. الاستشارة الوراثية، بالإضافة لاستشارة طبيب مسالك بولية وطبيب نساء مطلوبة كذلك.
[بحاجة لمصدر]

## التسمية
تم وصف المتلازمة لأول مرة في تقرير حالة نشر في 1921 عن طريق الطبيب الهولندي يان بوتز (1886-1957)، تم جعلها متلازمة بشكل رسمي بواسطة الطبيب الأمريكي هارولد جوزيف جيغرز (1904-1990) في عام 1945.

## روابط خارجية
- GeneReviews/NCBI/NIH/UW entry on Peutz-Jeghers syndrome
- Peutz-Jeghers syndrome - Genetics Home Reference